# Nenad Bjeković (1974)
Nenad Bjeković (Belgrado, 17 febbraio 1974) è un ex calciatore jugoslavo, di ruolo centrocampista.